# Buena Vista, Santiago Ixtayutla
Buena Vista är en ort i Mexiko.   Den ligger i kommunen Santiago Ixtayutla och delstaten Oaxaca, i den sydöstra delen av landet, 300 km söder om huvudstaden Mexico City. Buena Vista ligger 1 443 meter över havet och antalet invånare är 375.
Terrängen runt Buena Vista är huvudsakligen lite bergig. Buena Vista ligger uppe på en höjd. Runt Buena Vista är det ganska glesbefolkat, med 26 invånare per kvadratkilometer. Närmaste större samhälle är Nuevo Progreso, 15,4 km sydväst om Buena Vista. I omgivningarna runt Buena Vista växer huvudsakligen savannskog.